# Isochariesthes moucheti
Isochariesthes moucheti là một loài bọ cánh cứng trong họ Cerambycidae.